# الكلية العربية (القدس)
الكلية العربية بالقدس هي أعلى المؤسسات التربوية الحكومية التي أنشأت خلال فترة الاحتلال البريطاني لفلسطين. وقد أسست في مدينة القدس عام 1918 وعرفت “بدار المعلمين” لأن غايتها كانت إعداد المعلمين للعمل في المدارس الابتدائية وبعض الصفوف الثانوية.
وكان طلابها يختارون على أساس أفضل طالبين أو ثلاثة ممن أنهوا الصف الثاني الثانوي في كل مدرسة حكومية بفلسطين. فكان الطالب يكمل في الكلية المذكورة دراسته الثانوية ثم يتقدم لامتحان “المترك” الفلسطيني. وقد يقضي الطالب في بعض أحوال خاصة سنة أخرى في صف تدريب المعلمين. وفي العام الدراسي 1941 أضيف إلى صفوفها الصف السادس الثانوي. حتى إذا أنهى الطالب دراسته فيه حصل على شهادة “الانترميديت” في الآداب أو العلوم بالإضافة إلى دبلوم التربية والتعليم النظري والعملي.
وكان جميع طلابها في الصفين الخامس والسادس الثانويين يقدمون في نهاية المرحلة امتحانين أحدهما لنيل دبلوم الكلية العربية الذي يؤهلهم للتعليم. والثاني أكاديمي لنيل شهادة “الانترميديت”. وكان طلاب الفرعين العلمي والأدبي يشتركون عند تحضير “الانترميديت” في دراسة اللغتين العربية والإنكليزية، ويختص طلاب الفرع العلمي بدراسة الرياضيات بفروعها والكيمياء والفيزياء في حين يختص طلاب القسم الأدبي بدراسة الفلسفة والمنطق واللغة اللاتينية أو اليونانية.
امتازت الكلية بمكتبتها القيمة التي ضمت عام 1945 نحو 7.000 كتاب باللغتين العربية والإنكليزية. وامتازت أيضاً بقسمها الداخلي الذي شمل أكثر الطلاب.
وكانت بنايتها مُستأجرة لعدة سنوات، ثم نقلت بعد إضرابات عام 1936 إلى مقرها الجديد في جبل المكبر. وكان طلابها يقومون بالتطبيق العملي في المدرسة العمرية (القدس).
تعاقب على إدارة الكلية العربية أساتذة أعلام منهم: خليل السكاكيني وخليل طوطح وأحمد سامح الخالدي.

## أساتذة الكلية
عَلَم في الكلية العربية كثيرٌ من المربين منهم: 
- إسحاق موسى الحسيني
- حلمي سمارة
- جميل علي
- درويش المقدادي
- سليم كانول
- عبد الرحمن بشناق
- علي حسن عودة
- محمود الغول
- مصطفى مراد الدباغ
- معروف الرصافي
- نقولا زيادة
- وصفي العنبتاوي
- أحمد طوقان
- حسن الكرمي[2]
- ضياء الدين الخطيب
- جورج خميس
- جورج حوراني
- محمد الحاج مير[3]
- وصفي عرفات
- جلال أمين زريق
- جورج معمر
- محمد أمين سويد

## خريجون بارزون
كان من أبرز طلاب الكلية العربية:
طلاب الكلية الذين أثروا فيما بعد في الحركة الفكرية والأدبية في الوطن العربي:
- نقولا زيادة
- أحمد سعيدان
- إحسان عباس
- أنيس القاسم
- توفيق صايغ
- جبرا إبراهيم جبرا
- خيري حماد
- ذوقان الهنداوي
- عبد اللطيف الطيباوي
- عبد الله الريماوي
- عرفان شهيد
- محمد يوسف نجم
- ناصر الدين الأسد
- هاشم ياغي
- عبد الرحمن ياغي

ومن طلاب الكلية الذين أثروا في مجالاتٍ أخرى:
- سالم حنا خميس
- عبد الرزاق اليحيى
- عبد المحسن القطان
- حلمي سمارة
- حيدر عبد الشافي
- حسيب الصباغ
- نهاد أبو غربية
- حنا أبو حنا
- أحمد اليماني
- توفيق عبد الله صايغ
- يوسف هيكل
- أنور الخطيب
- عبد الله الريماوي
- أحمد يوسف الحسن
- منصور أرملي
- نايف بن عبد الله الأول
- عبد الإله بن علي الهاشمي
- عبد العزيز الزعبي
- خليل سليم جبارة
- عبد الحميد شومان
- عبد الحميد ياسين
- زكي الكرمي
- محمود العابدي
- راضي عبد الهادي
- حامد أبو ستة
- أحمد مصطفى سليمان
- فاروق الحسيني
- فلاح الماضي
- سميح دروزة
- فايز أبو رحمة